# Кикнадзе, Зураб Васильевич
Зураб Васильевич Кикнадзе (28 июня 1912 года, село Сагандзиле, Кутаисский уезд, Кутаисская губерния, Российская империя — дата смерти неизвестна, Грузинская ССР) — грузинский советский партийный, хозяйственный и государственный деятель, первый секретарь Орджоникидзевского райкома Компартии Грузии, Грузинская ССР. Герой Социалистического Труда (1949). Депутат Верховного Совета Грузинской ССР 3-го созыва.

## Биография
Родился в 1912 году в крестьянской семье в селе Сагандзиле Кутаисского уезда. Окончил местную школу и в 1932 году — Высший коммунистический сельскохозяйственный университет имени Свердлова. Работал на различных административных, комсомольских и партийных должностях. С 1941 года — первый секретарь Зестафонского райкома Компартии Грузии, с 1943 года — первый секретарь Орджоникидзевского райкома Компартии Грузии. За успешное руководство сельским хозяйством Орджоникидзевского района в годы Великой Отечественной войны был награждён в 1946 году Орденом Красной Звезды.
В послевоенное время занимался развитием сельского хозяйства в Орджоникидзевском районе. Благодаря его деятельности сельскохозяйственные предприятия Орджоникидзевского района за годы Четвёртой пятилетки (1946—1950) достигли довоенный уровень сбора винограда. В 1948 году сбор винограда в Орджоникидзевском районе превысил запланированный уровень на 32,7 %. Указом Президиума Верховного Совета СССР от 9 августа 1949 года удостоен звания Героя Социалистического Труда за «получение высоких урожаев винограда в 1948 году» с вручением ордена Ленина и золотой медали «Серп и Молот» (№ 4409).
Этим же Указом званием Героя Социалистического Труда были также награждены председатель Орджоникидзевского райисполкома Георгий Степанович Гамбашидзе, заведующий районным сельскохозяйственным отделом Тариел Константинович Мачавариани, главный районный агроном Семён Ражденович Эбаноидзе и десять тружеников-виноградарей из шести колхозов Орджоникидзевского района.
Избирался депутатом Верховного Совета Грузинской ССР 3-го созыва (1951—1955).
В 1974 году вышел на пенсию. Персональный пенсионер союзного значения. Дата смерти не установлена.
Награды
- Герой Социалистического Труда
- Орден Ленина
- Орден Красной Звезды (24.02.1946)
- Медаль «За оборону Кавказа» (01.05.1944)